# 磨市镇 (长阳县)
磨市镇，是中华人民共和国湖北省宜昌市长阳土家族自治县下辖的一个乡镇级行政单位。

## 行政区划
磨市镇下辖以下地区：
三口堰村、芦溪村、磨市村、黄荆庄村、柳津滩村、多宝寺村、花桥村、马鞍山村、乌钵池村、峰山村、玉宝村和救师口村。